# Total Direct Énergie/2019
Deze pagina geeft een overzicht van de Total Direct Energie-wielerploeg in  2019. Tot medio april heette de ploeg Direct Energie, daarna naar de nieuwe bedrijfsnaam Total Direct Energie. Oliemaatschappij Total was in 2018 volledig eigenaar geworden.

## Algemeen
Hoofdsponsor: Total Direct Energie
Algemeen manager: Jean-René Bernaudeau
Ploegleiders: Dominique Arnould, Benoît Génauzeau, Alexis Loiseau, Lylian Lebreton, Thibaut Macé en Maxime Robin
Fietsen: Wilier Triestina

## Renners
| Naam               | Geboortedatum | Nationaliteit | Ploeg 2018                     |
| ------------------ | ------------- | ------------- | ------------------------------ |
| Niccolò Bonifazio  | 29-10-1993    | Italië        | Bahrain Merida                 |
| Thomas Boudat      | 24-02-1994    | Frankrijk     |                                |
| Mathieu Burgaudeau | 17-11-1998    | Frankrijk     | neoprof                        |
| Lilian Calmejane   | 06-12-1992    | Frankrijk     |                                |
| Romain Cardis      | 12-08-1992    | Frankrijk     |                                |
| Jérôme Cousin      | 05-06-1989    | Frankrijk     |                                |
| Damien Gaudin      | 20-08-1986    | Frankrijk     | Equipe Cycliste Armée de Terre |
| Yohann Gène        | 25-06-1981    | Frankrijk     |                                |
| Fabien Grellier    | 31-10-1994    | Frankrijk     |                                |
| Jonathan Hivert    | 23-03-1985    | Frankrijk     |                                |
| Axel Journiaux     | 20-05-1995    | Frankrijk     | Vendée U Pays de la Loire      |
| Pim Ligthart       | 16-06-1988    | Nederland     | Roompot-Nederlandse Loterij    |
| Bryan Nauleau      | 17-03-1988    | Frankrijk     |                                |
| Paul Ourselin      | 13-04-1994    | Frankrijk     |                                |
| Adrien Petit       | 26-09-1990    | Frankrijk     |                                |
| Alexandre Pichot   | 06-02-1983    | Frankrijk     |                                |
| Perrig Quéméneur   | 26-04-1984    | Frankrijk     |                                |
| Simon Sellier      | 04-01-1995    | Frankrijk     |                                |
| Romain Sicard      | 01-01-1988    | Frankrijk     |                                |
| Rein Taaramäe      | 24-04-1987    | Estland       | Team Katjoesja Alpecin         |
| Niki Terpstra      | 18-05-1984    | Nederland     | Quick-Step Floors              |
| Angélo Tulik       | 02-12-1990    | Frankrijk     |                                |
| Anthony Turgis     | 16-05-1994    | Frankrijk     | Cofidis                        |

### Vertrokken
| Naam             | Geboortedatum | Nationaliteit | Ploeg 2019           |
| ---------------- | ------------- | ------------- | -------------------- |
| Sylvain Chavanel | 30-06-1979    | Frankrijk     | gestopt              |
| Jérémy Cornu     | 07-08-1991    | Frankrijk     | UC Nantes Atlantique |

## Overwinningen
| La Tropicale Amissa Bongo 1e etappe: Niccolò Bonifazio 2e etappe: Niccolò Bonifazio 5e etappe: Niccolò Bonifazio Eindklassement: Niccolò Bonifazio GP La Marseillaise Anthony Turgis Classic de l'Ardèche Lilian Calmejane Ronde van Drenthe Pim Ligthart | GP Miguel Indurain Jonathan Hivert Ronde van Madrid 1e etappe: Niccolò Bonifazio Puntenklassement: Niccolò Bonifazio Ronde van Aragon 2e etappe: Jonathan Hivert Circuit de Wallonie Thomas Boudat Ronde van Luxemburg Jongerenklassement: Anthony Turgis | Ronde van de Limousin 1e etappe: Lilian Calmejane Omloop Mandel-Leie-Schelde Niccolò Bonifazio Grote Prijs Jef Scherens Niccolò Bonifazio Parijs-Chauny Anthony Turgis Nationale kampioenschappen wielrennen Estland- tijdrit: Rein Taaramäe |

2000 · 2001 · 2002 · 2003 · 2004 · 2005 · 2006 · 2007 · 2008 · 2009 · 2010 · 2011 · 2012 · 2013 · 2014 · 2015 · 2016 · 2017 · 2018 · 2019 · 2020 · 2021 · 2022 · 2023 · 2024 · 2025
Androni Giocattoli-Sidermec · Bardiani-CSF · Burgos-BH · Caja Rural-Seguros RGA · Cofidis · Corendon-Circus · Delko-Marseille Provence · Total Direct Énergie · Euskadi-Murias · Gazprom-RusVelo · Hagens Berman Axeon · Israel Cycling Academy · Team Manzana Postobón · Neri Sottoli-Selle Italia-KTM · Nippo-Vini Fantini-Faizanè · Rally UHC Cycling · Riwal Readynez Cycling Team · Roompot-Charles · Sport Vlaanderen-Baloise · Team Arkéa Samsic · Team Novo Nordisk · Vital Concept-B&B Hotels · W52-FC Porto · Wallonie Bruxelles · Wanty-Gobert